# Melisende
Melisende, auch Melisande bzw. Melisendis, ist ein Frauenname, der im Mittelalter in Frankreich häufiger vorkam. Er leitet sich vom Namen der ostgotischen Königin Amalasuntha (525–536) aus der Dynastie der Amaler her und bedeutet vermutlich sanfter Gang, von Germanisch mel, ‚lieb, mild‘ und sinpa, von Gotisch sinps, ‚Weg, Gang, Kriegszug‘.
Bekannteste Trägerin des Namens ist Melisende (1105–1160/61), Königin von Jerusalem, Tochter des Königs Balduin II., Ehefrau des Königs Fulko und Mutter der Könige Balduin III. und Amalrich I.
Melisende von Jerusalem trägt den Namen ihrer Großmutter, Melisende de Montlhéry aus einem jüngeren Zweig der Familie Montmorency, in dem dieser Name mehrfach auftaucht.
Ende des 19. Jahrhunderts wurde der Name von Maurice Maeterlinck für sein Schauspiel Pelléas et Mélisande aufgegriffen.

## Bekannte Namensträgerinnen
- Melisende (Tripolis) (* 1143)
- Melisende (Jerusalem) (1105–1161), Königin von Jerusalem